# Schleswigsche Eisenbahn

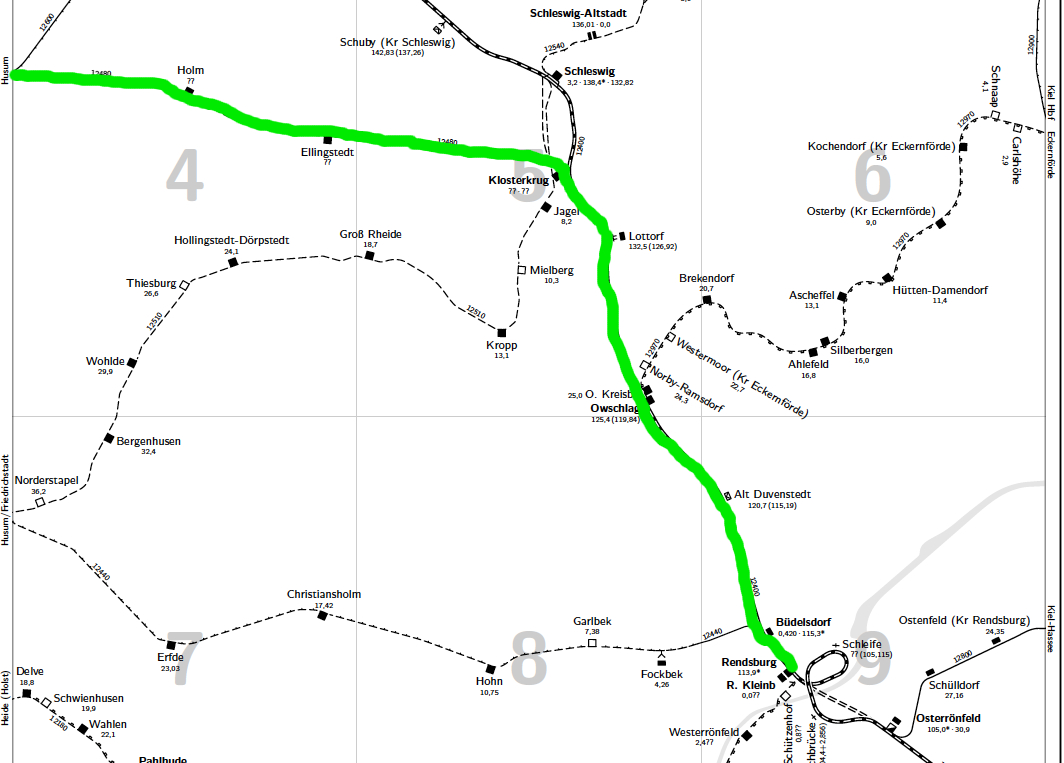
Teilstrecke Oster-Ohrstedt über Schleswig-Klosterkrug nach Rendsburg

Die Schleswigsche Eisenbahn wurde am 20. März 1865 zur Verwaltung der Eisenbahnen im Herzogtum Schleswig als Aktiengesellschaft in Flensburg gegründet, nachdem Preußen in der Folge des Deutsch-Dänischen Krieges nach der Gasteiner Konvention die Besetzung und Verwaltung von Schleswig zugesprochen wurde.

## Geschichte
Das Bankhaus Erlanger & Sohn in Frankfurt am Main vermittelte dieser Neugründung den Aufkauf der im englischen Eigentum des Konsortiums Peto, Brassey and Betts befindlichen Eisenbahnstrecken in Süd- und Nordschleswig, beschaffte preußische Konzessionen für ihren weiteren Betrieb und vermittelte einen preußischen Auftrag zum Umbau des Netzes. Der Umbau stellte das Netz vom dominierenden Ost-West-Verkehr auf Süd-Nord-Verkehr um, verkürzte die Strecke Flensburg–Rendsburg, legte nicht mehr benötigte Streckenteile still und beinhaltete den notwendigen Gleisabbau.
In ihr ging die Südschleswigsche Eisenbahn auf, die richtig König Frederik VII. Südschleswigsche Eisenbahn hieß. Im Volksmund wurde sie als Schleswigsche, manchmal auch Südschleswigsche oder Englische Eisenbahn bezeichnet. Sie war von Samuel Morton Peto 1852 als Flensburg-Husum-Tönninger Eisenbahngesellschaft (FHTE) gegründet worden, um die von ihm erbauten Bahnstrecken zu verwalten: Zur Streckeneinweihung am 25. Oktober 1854 erhielt sie zu Ehren des Königs ihren Namen.
Die am 25. Oktober 1854 eröffnete Stammstrecke führte von Tönning über Husum und Oster-Ohrstedt nach Flensburg und bediente den von Dänemark gewünschten Ost-West-Verkehr. Von Oster-Ohrstedt zweigte über Klosterkrug bei und mit Anschluss nach Schleswig eine Strecke nach Rendsburg zu einem Bahnhof nördlich der Eider ab. Morton Peto kaufte diese auf. Von Rendsburg bestand bereits eine Verbindung über Nortorf nach Neumünster an der Bahnstrecke Hamburg-Altona–Kiel. Mit ihr kam dem Verkehr in Nord-Süd-Richtung eine untergeordnete Rolle zu.
Hintergrund für den Bau der Strecke war, im damals dänischen Südschleswig eine Querverbindung zwischen dem Hafen Tönning an der Nordsee und der Ostsee mit einem Schiffsanschluss nach Kopenhagen zu schaffen, um Viehexporte auf einem schnellen Weg durchführen zu können.
Betrieben wurde die Strecke von englischen Unternehmern. Als jedoch 1857 die Zollschranken für die Handelsschifffahrt auf der Ostsee entfielen, ging die Bedeutung der Bahnstrecke zurück. Als 1886 die Maul- und Klauenseuche zum Verbot der Viehimporte nach England führte, endeten die zum Bau der Strecke ausschlaggebenden Viehtransporte.
Weiterhin wurden in die Schleswigsche Eisenbahn die Strecken Fredericia–Flensburg und Rødekro–Åbenrå der Nordschleswigschen Eisenbahn übernommen.
Mit Vertrag vom 4. August 1865 übernahm die Altona-Kieler Eisenbahn-Gesellschaft die Schleswigsche Eisenbahn zum 1. Januar 1870, dem Tag, an dem die Firma Peto den Abschluss ihrer Netzumbauarbeiten meldete.

## Betriebsmittel
Die Gesellschaft übernahm 1866 von den aufgekauften Bahnen:
- 18 Lokomotiven, davon waren zwei dauerhaft bei der Schleswig-Klosterkruger Eisenbahn eingesetzt
- 33 als Abteilwagen realisierte Personenwagen
- zwei Post- und zehn Gepäckwagen
- 89 gedeckte und 176 offene Güterwagen

Alle Wagen waren zweiachsig.

## Lokomotiven
Unter Einsatz bedeutet:
- SSE: Einsatz auf den Stammstrecken von Flensburg nach Tönning und Rendsburg;
- NSE: kennzeichnet die in Nordschleswig eingesetzten Maschinen;
- SE: weist auf der Schleswig-Klosterkruger Bahn eingesetzte Maschinen aus.

Die Loks 12 und 13 wurden im Deutsch-/Dänischen Krieg auf die Strecken in Nordschleswig versetzt, um dort fürs Militär eingesetzt zu werden.
| Betriebsnummern | Bauform | Hersteller                  | Baujahr | Einsatz | ausgemustert |
| --------------- | ------- | --------------------------- | ------- | ------- | ------------ |
| 1–6             | 2B      | E. B. Wilson, Leeds         | 1854    | SSE     | 1886–1890    |
| 7               | B1      | Stephenson, Newcastle       | 1847    | SSE     | 1880         |
| 8II             | 1Bt     | Stephenson, Newcastle       | 1853    | NSE     | 1881         |
| 9–10            | 2B      | Canada Works, Birkenhead    | 1858    | SSE     | 1891–92      |
| 11              | 1Bt     | Hawthorne, Newcastle        | 1883    | NSE     | 1898         |
| 12–13           | 1B      | Sigl, Wien                  | 1853    | NSE     | 1887–93      |
| 14II            | Ct      | Manning, Wardle & Co, Leeds | 1884    | NSE     | 1887         |
| 15–18           | 1C      | Canada Works, Birkenhead    | 1864–65 | NSE     | 1887–89      |
| 19–21           | 1A1     | Canada Works, Birkenhead    | 1866    | SE      | 1887–92      |
| 22–25           | 1B      | Canada Works, Birkenhead    | 1868–73 | SE      | 1891–1905    |
| 26–29           | B1      | Hanomag, Hannover           | 1874    | SE      | 1887–1905    |
| 30–32           | 1B      | Hohenzollern, Düsseldorf    | 1877–80 | SE      | 1898–1905    |
| 26–29           | 1B      | Hanomag, Hannover           | 1884    | SE      | 1905–1910    |

## Werkstätten
Die Unterhaltung und Wartung aller Fahrzeuge übernahm die Betriebswerkstätte am englischen Bahnhof in Flensburg; Dazu war 1855 ein zweiständiger Lokschuppen und eine Wagenremise mit kleiner Schmiede, Dreherei, Malerwerkstatt und Magazin entstanden. Dort stand auch ein Wasserturm, der aus Quellen und einem Speicherbassin am Berghang über dem Stadtteil Jürgensby gespeichert wurde. Bis 1883 wurde der Lokschuppen auf fünf Stände erweitert. Die über Riemenscheiben betriebenen Werkzeugmaschinen wurden ab 1860 von einer zu diesem Zweck hier stationierten Lokomotive angetrieben. 1860 konnte diese Werkstätte ihre Leistungsfähigkeit beweisen, indem hier zum Ersatz aller 1854 an den Strecken der Bahn errichteten hölzernen Brücken genietete Blechträgerkonstruktionen erstellt wurden.
1872 wurden die Arbeiten an den Lokomotiven in die neu errichtete Werkstätte an der Nordschleswigschen Weiche (heute Flensburg-Weiche) verlagert. 
Diese Werkstätte wurde erst 1927 von der Neuen Werkstätte am neu erbauten Bahnhof Flensburg abgelöst.